# Ussel-d'Allier
Ussel-d'Allier är en kommun i departementet Allier i regionen Auvergne-Rhône-Alpes i de centrala delarna av Frankrike. Kommunen ligger  i kantonen Chantelle som ligger i arrondissementet Moulins. År 2022 hade Ussel-d'Allier 168 invånare.

## Befolkningsutveckling
Antalet invånare i kommunen Ussel-d'Allier
Referens: INSEE